# American Pride
L’American Pride est une goélette à trois mâts, à coque bois, construite en 1941 à Brooklyn par Muller Boat Works.
C'est un magnifique schooner qui a été totalement rénové pour devenir un bateau-charter et qui est désormais géré par la CMF (Children's Maritime Foundation).
Il est facilement reconnaissable à ses voiles ocre.

## Histoire
Il a été initialement construit comme un deux-mâts goélette et a été lancé sous le nom de Virginia. Il a servi, durant près de quarante ans de bateau de pêche commercial sur les Grands Bancs de Terre-Neuve et les George's Bank face au Massachusetts.
Il portera successivement les noms d’Alaho, St. Catherine et Lady in Blue.
En 1986, il subit une restauration complète et acquiert un troisième mât. Il prend le nom de Natalie Todd et est exploité comme bateau-charter à Bar Harbor dans le Maine.
En 1996, il est racheté par l’American Heritage Marine Institute (AHMI) et vient rejoindre son port d'attache de Long Beach en Californie en passant le canal de Panama. Il est rebaptisé American Pride (« fierté américaine »). L'AHMI change de nom et devient la Children's Maritime Foundation.

## Mission de la Children's Maritime Foundation
L’American Pride est utilisé pour la formation de la navigation à la voile  mais aussi pour des missions scientifiques maritimes d'océanographie, de physiologie, de biologie marine et de science de l'environnement.
Il propose des sorties en mer de 3 heures pour une centaine de passagers et des croisières de 5 jours pour 32 passagers. Il dispose de 38 couchettes : 32 passagers et 6 marins. Pour le grand public il offre des sorties d'observation des baleines et participe à de nombreuses Tall Ships' Races.